# たぬきさん大当り
『たぬきさん大当り』（たぬきさんおおあたり）は、1959年に制作された東映動画製作の短編アニメーションである。15分。

## 概要
東映動画の設立目的の一つに、「海外輸出」があった。人種や言語の壁から実写では難しい作品輸出をアニメーションで実現しようという目論見である。そのため、当時アメリカから映画研究に来て日本滞在中の映画青年ジョージ・M・リードを東映動画に迎え、戦前からのベテランアニメーター熊川正雄と組ませて演出に当たらせた。なぜ狸を主人公にしたかというと、アメリカでは「ラクーン（アライグマ）」として通用するからだという。
内容は貧乏なたぬきさんが、制作当時流行のマンボコンテストで偶然から優勝するというもの。日本文化に対するリードの理解が浅かったこともあり、ストーリーはかなり珍妙な仕上がりになっている。また、作画レベルも同時期の短編作品の中では低いものだった。
1967年（昭和42年）、本作が公開されたのを最後に、企画者の山本早苗はチルドレンズ・コーナーを引退する。

## ストーリー
人間社会に住むたぬきさんは目下失業中の身、家賃も滞納中で、大家に催促された狸は一念発起して仕事につこうとするも、気弱な性格が災いしてうまくいかない。すっかり気落ちしたたぬきさんが街を歩いていると、公会堂でマンボコンテストが開かれていた。気晴らしにと、群集に紛れて只入りするたぬきさん。ところが席には蟻のたかったチョコレートが置いてあり、気づかずその上に座ってしまったたぬきさんは、お尻を蟻に嫌というほど噛まれ、思わず飛び上がってもがきながら舞台にまで上ってしまう。だがその動きがマンボのリズムとよく合っていたため、観客から好評を得てコンテストで1等となり、賞金10万円をもらった。狸は家賃を払えて大喜び、その上コンテストの司会者から、今後もダンスパーティーに出るよう頼まれる。狸はようやく職にありつけ、本来の明るさを取り戻した。

## キャスト
- 狸：富士山竜
- 大家：沢彰謙
- 司会者：轟謙二
- 百姓 / 酒屋 / おじさん：福知悟郎
- 蟻のおばさん：山本緑
- 蟻のおかあさん：田中知子
- 委員：三升家小勝

## スタッフ
- 製作：東映動画
- 企画：山本早苗
- 構成：ジョージ・M・リード
- 演出：ジョージ・M・リード、熊川正雄
- 原画：熊川正雄
- 動画：山室正男
- 背景：六郷僚一
- 撮影：佐倉紀行
- 音楽：服部公一
- 録音：森武
- 進行：山本寛己

## 公開ほか
- 一般公開は制作直後の1959年7月7日に東映系で上映。同時上映は美空ひばり主演の『お染久松 そよ風日傘』（監督：沢島忠）と、薄田研二・中原ひとみ主演の『父と娘』（原作：壺井栄、監督：小石栄一）の2本[1]。
- それから8年後、1967年3月19日公開の『東映こどもまつり』でリバイバルされた。同時上映は新作長編アニメ『少年ジャックと魔法使い』・『サイボーグ009怪獣戦争』、ピー・プロダクション制作の特撮実写ドラマ『マグマ大使』の3本だった。
- この間、NET（現：テレビ朝日）系列で放送された東映動画作品放送番組『ピーコック劇場』の1965年1月11日放送分で、『小人と青虫』（日本動画社制作、1950年）との2本立てでテレビ放映もされている。